# Bia (televisieserie)
Bia, gestileerd als BIA, is een Argentijnse muzikale en dramatische televisieserie gemaakt door Jorge Edelstein en geproduceerd door Non Stop Studios en Pegsa Group, uitgezonden tussen 24 juni 2019 en 24 juli 2020 op Disney Channel. Het heeft ook een speciale aflevering van een uur met de titel Bia: Un mundo al revés, die op 19 februari 2021 in première ging.
De hoofdcast bestaat uit Isabela Souza, Julio Peña Fernández, Gabriella Di Grecco, Fernando Dente, Agustina Palma, Giulia Guerrini, Andrea de Alba, Guido Messina, Daniela Trujillo, Micaela Díaz, Julia Argüelles, Alan Madanes, Rhener Freitas, Esteban Velásquez, Luis Giraldo, Valentina González, Jandino en André Lamoglia.

## Verhaal

### Serie
De plot draait om Bia Urquiza (Isabela Souza), een goedaardige en spontane jonge Braziliaanse vrouw die van muziek en tekenen houdt. Toen ze nog een kind was, zong Bia graag mee met haar zus Helena (Gabriella Di Grecco), die zangeres en songwriter was; maar Helena stierf door een verkeersongeval, althans dat gelooft iedereen, aangezien haar lichaam nooit is gevonden. Bia en haar familie hebben jarenlang geleden, ze heeft haar liefde voor muziek behouden om de speciale band die ze met haar zus had intact te houden. Maar met het verstrijken van de tijd en met de steun van haar vrienden, staat Bia op het punt terug te keren naar de muziekwereld om de erfenis van haar zus Helena voort te zetten.

### Bia: Un mundo al revés
De plot van de special presenteert een denkbeeldig universum in tegenstelling tot het verhaal dat in de serie wordt gepresenteerd. De personages hebben een heel andere persoonlijkheid en conflicten, valstrikken en intriges kruisen hen die hun leven veranderen.

## Rolverdeling
- Isabela Souza – Beatriz "Bia" Urquiza[5]
- Julio Peña Fernández – Manuel Gutiérrez
- Gabriella Di Grecco – Ana Da Silvo / Helena Urquiza
- Fernando Dente – Víctor Gutiérrez[6]
- Agustina Palma – Celeste Quintero
- Giulia Guerrini – Chiara Callegri
- Andrea de Alba – Carmín Laguardia
- Guido Messina – Alex Gutiérrez
- Daniela Trujillo – Isabel "Pixie" Ocaranta
- Micaela Díaz – Daisy Durant
- Julia Argüelles – Mara Morales
- Alan Madanes – Pietro Benedetto Junior
- Rhener Freitas – Thiago Kunst
- Esteban Velásquez – Guillermo Ruiz
- Rodrigo Rumi – Marcos Golden
- Luis Giraldo – Jhon Caballero
- Valentina González – Aillén
- Jandino – Jandino
- Sergio Surraco – Antonio Gutiérrez
- Estela Ribeiro – Alice Urquiza
- Alejandro Botto – Mariano Urquiza
- Mariela Pizzo – Paula Gutiérrez
- André Lamoglia – Luan

## Muziek
Bia heeft drie studioalbums en één EP. In 2019 werden voor het eerste seizoen de albums Así yo soy en Si vuelvo a nacer uitgebracht. In 2020 verscheen het album van het tweede seizoen getiteld Grita, met 12 nummers. En tot slot, in 2021, werd voor de speciale Bia: Un mundo al revés de gelijknamige EP met 6 nummers uitgebracht.

### Seizoen 1
- 1: Así yo soy gezongen door Isabela Souza en de hele cast.
- 2: Arreglarlo bailando gezongen door Luis Giraldo, Jandino en Guido Messina.
- 3: Si vuelvo a nacer gezongen door Isabela Souza en Gabriella Di Grecco.
- 4: Fuerza interior gezongen door Micaela Díaz.
- 5: Pedirle a una estrella gezongen door Guido Messina.
- 6: Cuéntales gezongen door Isabela Souza en Julio Peña Fernández.
- 7: Tengo una canción gezongen door Isabela Souza, Giulia Guerrini en Agustina Palma.
- 8: Gritarlo al mundo gezongen door Julio Peña Fernández.
- 9: Tu color para pintar gezongen door Isabela Souza.
- 10: Nadie nos va a parar gezongen door Jandino.
- 11: Lo que me hace bien gezongen door de hele cast.
- 12: Dar la vuelta al mundo gezongen door Gabriella Di Grecco.
- 13: Lo mejor comienza gezongen door Isabela Souza.
- 14: Primer amor gezongen door Fernando Dente.
- 15: Thumbs Up gezongen door Andrea de Alba.
- 16: Nada fue gezongen door Daniela Trujillo.
- 17: La vida te devuelve gezongen door de hele cast.
- 18: Déjame decirte gezongen door Rhener Freitas.
- 19: Si tu estás conmigo gezongen door de hele cast.
- 20: Ven y te digo quién soy gezongen door Isabela Souza.
- 21: La última parada gezongen door Julio Peña Fernández.
- 22: Voy por más gezongen door Guido Messina.
- 23: Junto a tí gezongen door Micaela Díaz en Alan Madanes.
- 24: Cuando me besas gezongen door Jandino.
- 25: Hasta el final gezongen door Isabela Souza, Giulia Guerrini en Agustina Palma.
- 26: Esto gezongen door Gabriella Di Grecco en Fernando Dente.
- 27: Fuerza interior gezongen door Julia Argüelles.
- 28: Te vengo a pedir perdón gezongen door Jandino.
- 29: Cómo me ves gezongen door Andrea de Alba en Rodrigo Rumi.
- 30: Lo mejor comienza (spaans) gezongen door Isabela Souza.
- 31: Si vuelvo a nacer (spaans)  gezongen door Isabela Souza en Gabriella Di Grecco.

### Seizoen 2
- 1 (32): Grita gezongen door de hele cast.
- 2 (33): Sentirse bien gezongen door Isabela Souza.
- 3 (34): ¿Cuándo pasó? gezongen door Isabela Souza en Julio Peña Fernández.
- 4 (35): Aquí me encontrarás gezongen door de hele cast.
- 5 (36): Dame un beso gezongen door Julio Peña Fernández.
- 6 (37): Voy gezongen door de hele cast.
- 7 (38): Una vez más gezongen door Isabela Souza.
- 8 (39): Los besos que te dí gezongen door Guido Messina.
- 9 (40): Voy por lo que quiero gezongen door Isabela Souza, Giulia Guerrini en Agustina Palma.
- 10 (41): Harta de tí gezongen door Julia Argüelles.
- 11 (42): Déjate amar gezongen door Jandino.
- 12 (43): Karma gezongen door Andrea de Alba.

### Speciale
- 1 (44): Es un juego gezongen door de hele cast.
- 2 (45): En tu cara gezongen door Isabela Souza en Gabriella Di Grecco.
- 3 (46): Vale, vale gezongen door Isabela Souza en Julio Peña Fernández.
- 4 (47): Dejarlo todo gezongen door Isabela Souza.
- 5 (48): Vengo desde lejos gezongen door Gabriella Di Grecco en Fernando Dente.
- 6 (49): Quiero bailar gezongen door de hele cast.